# Meztul
Meztul ou Mazétule (en latin : Mazaetullus, en amazigh : ⵎⴻⵣⵜⵓⵍ) est un chef numide. Il gagne en popularité auprès de ses compatriotes et s'oppose au roi Capussa qu'il vainc après l'avoir forcé à se battre pour son trône, à la suite de quoi il se proclame roi Lacumazès.
Il est le fils du Roi numide Naravas.